# توم ويلسون (موسيقي)
توم ويلسون هو موسيقي ومغني وكاتب أغاني كندي، ولد في 9 يونيو 1969.

## وصلات خارجية
- الموقع الرسمي
- توم ويلسون على موقع ميوزك برينز (الإنجليزية)
- توم ويلسون على موقع أول ميوزيك (الإنجليزية)
- توم ويلسون على موقع ديسكوغز (الإنجليزية)